# Tsementchi Quvasoy
Tsementchi Quvasoy (uzb. «Tsementchi» Quvasoy futbol klubi, ros. Футбольный клуб «Цементчи» Кувасай, Futbolnyj Kłub "Cementczi" Kuwasaj) – uzbecki klub piłkarski, mający siedzibę w mieście Quvasoy na wschodzie kraju. Założony w roku 1987.
W 2003 występował w Oʻzbekiston PFL.

## Historia
Piłkarska drużyna Tsementchi została założona w miejscowości Quvasoy w 1987 roku i reprezentowała miejscową cementownię "QuvasoyTsementchi".
W 1988 zespół występował w Mistrzostwach Uzbeckiej SRR.
W 1997 w turnieju finałowym Drugiej Ligi zdobył awans do Pierwszej Ligi. W 2002 zajął 2 miejsce w Pierwszej Lidze i w 2003 debiutował w Wyższej Lidze Uzbekistanu. Ale zajął przedostatnie 15. miejsce i spadł z powrotem do Pierwszej Ligi. W 2008 klub zrezygnował z dalszych występów z powodu bankructwa i został rozformowany.
W 2014 został odrodzony i w debiutanckim sezonie zajął 1. miejsce w Drugiej Lidze. W 2015 powrócił do rozgrywek w Pierwszej Lidze.

## Sukcesy

### Trofea międzynarodowe
Nie uczestniczył w rozgrywkach azjatyckich (stan na 31-05-2015).

### Trofea krajowe
Uzbekistan
| \| \| Zdobyte trofea w rozgrywkach Uzbekistanu (stan na: 31-05-2015) \| |                                                                |      |                        |
| Rozgrywki                                                               | Osiągnięcie                                                    | Razy | Sezon(y)               |
| Mistrzostwo                                                             | I miejsce                                                      | 0    |                        |
| Mistrzostwo                                                             | II miejsce                                                     | 0    |                        |
| Mistrzostwo                                                             | III miejsce                                                    | 0    |                        |
| Mistrzostwo                                                             | 15. miejsce                                                    | 1    | 2003                   |
| Puchar                                                                  | zdobywca                                                       | 0    |                        |
| Puchar                                                                  | finalista                                                      | 0    |                        |
| Puchar                                                                  | 1/8 finału                                                     | 3    | 1999/00, 2000/01, 2004 |
| II liga                                                                 | I miejsce                                                      | 0    |                        |
| II liga                                                                 | II miejsce                                                     | 1    | 2002                   |
| II liga                                                                 | III miejsce                                                    | 0    |                        |
| Uzbekistan                                                              | Zdobyte trofea w rozgrywkach Uzbekistanu (stan na: 31-05-2015) |      |                        |

## Stadion
Klub rozgrywa swoje mecze domowe na stadionie Markaziy w Quvasoy, który może pomieścić 5,000 widzów.

## Piłkarze
Znani piłkarze:
- / Murod Ismailov
- / Tohir Kapadze

## Trenerzy
...
- 2007:  Murod Ismailov

...